# Peniophora fissilis
Peniophora fissilis är en svampart som beskrevs av Boidin, Lanq. & Gilles 1991. Peniophora fissilis ingår i släktet Peniophora och familjen Peniophoraceae.   Inga underarter finns listade i Catalogue of Life.